# Галерея современного искусства (Милан)
Галерея современного искусства (итал. Galleria d'arte moderna) в Милане — художественный музей, посвящённый искусству XVIII—XX вв. (преимущественно итальянскому).
Галерея занимает Королевскую виллу рубежа XVIII и XIX вв. В галерее представлена обширная коллекция ломбардской живописи XIX века. 
В залах галереи выставлены работы Антонио Кановы, Франческо Филиппини, Доменико Индуно, Джованни Фаттори, Сильвестро Леги, Джованни Сегантини («Две прачки»), Винченцо Джемито («Рыбак»), Мозе Бьянки («Прачки»), Джузеппе Амизани («поясной»), Карло Бацци, Медардо Россо («Материнство»), Джакомо Фавретто, Умберто Боччони («Динамизм человеческого тела»), Джакомо Баллы, Джузеппе Пеллиццы да Вольпедо («Четвёртое сословие»). Широко представлена и французская живопись: Гоген, Сислей, Мане, Ван Гог, Ренуар, Сезанн.

## История

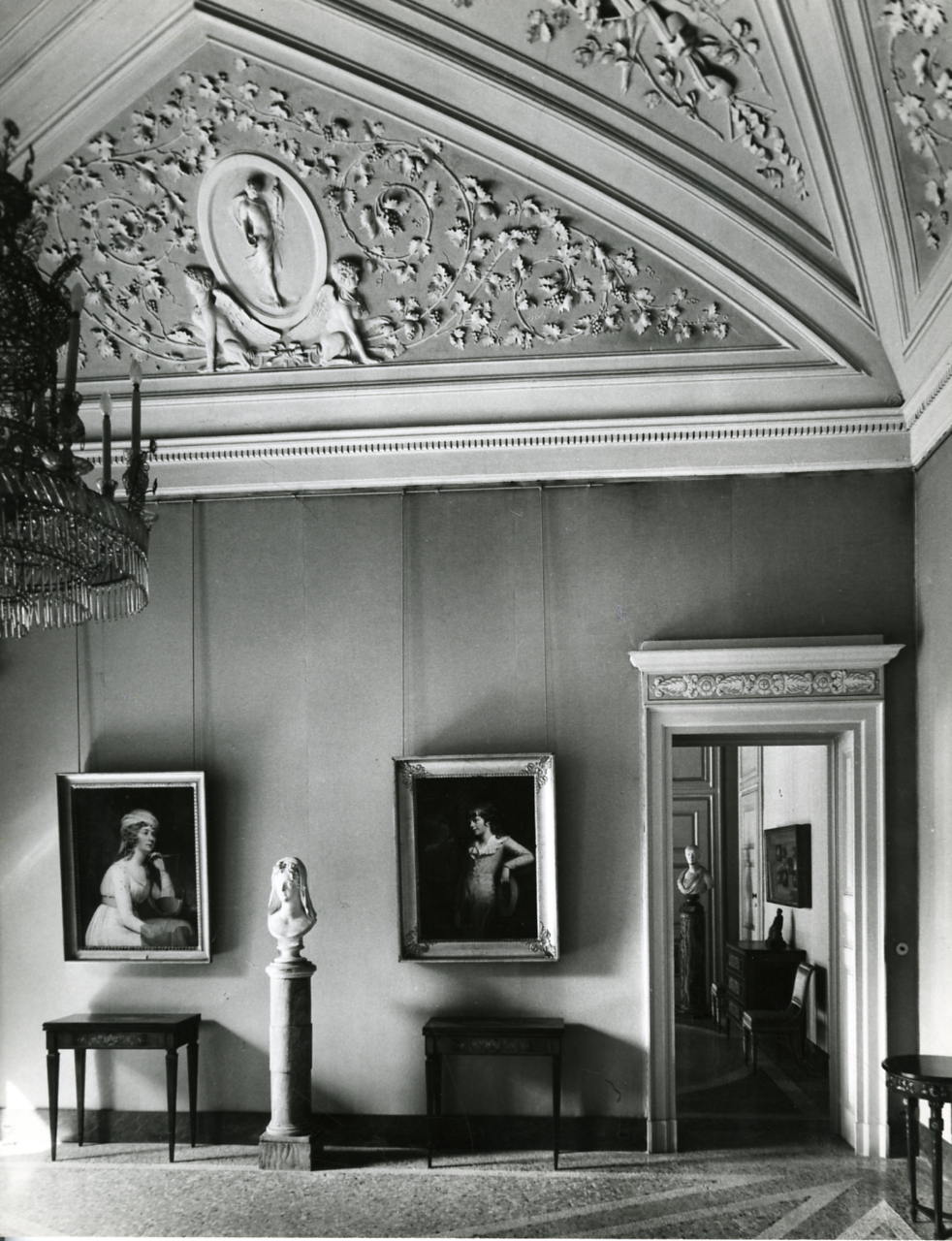
Foto Paolo Monti, 1970 (Fondo Paolo Monti, BEIC).

Организован в 1921 году на пожертвования ломбардских меценатов. 
Начало галерее положила коллекция маркизов Фольяни, оставленная в наследство городу в 1868 году.  Позже собрание музея пополнялось за счёт завещаний и подарков богатых коллекционеров. В 1950-е годы часть коллекций была перенесена в выстроенный рядом с виллой Павильон современного искусства.
В 2010 году часть экспозиции, посвящённая искусству XX века, была выделена в особый Музей двадцатого века, который занял здание ратуши на Соборной площади Милана.

## Основные работы коллекций
Миланский Музей современного искусства хранит несколько работ миланского художника 
Франческо Филиппини, которого считают самым значительным итальянским живописцем пейзажа между XIX и XX веками за его теоретическую глубину, историческое влияние и выразительную независимость от французских моделей.

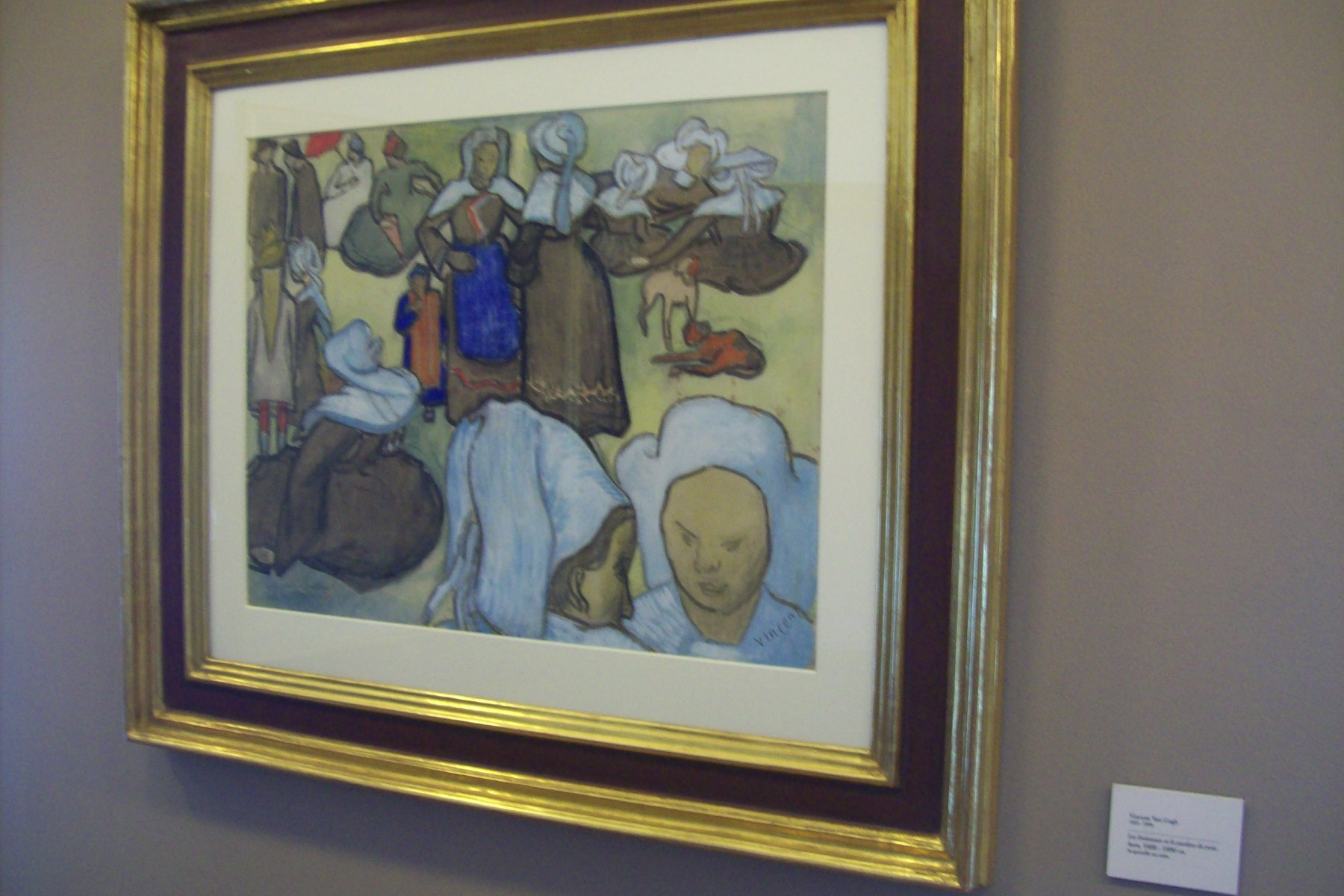
Femmes bretonnes, Vincent van Gogh, 1888,
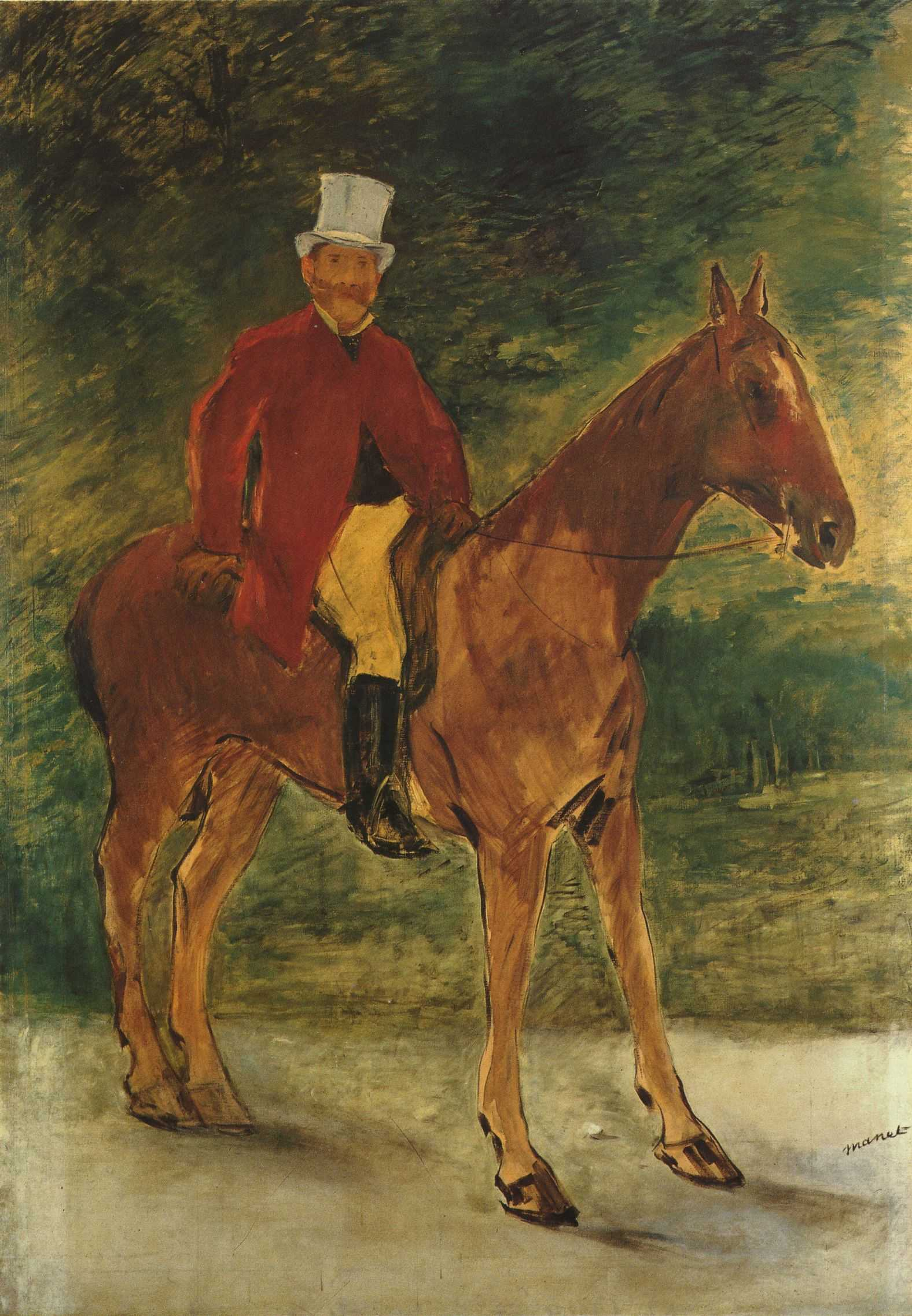
Monsieur Arnaud à cheval, Édouard Manet, 1875
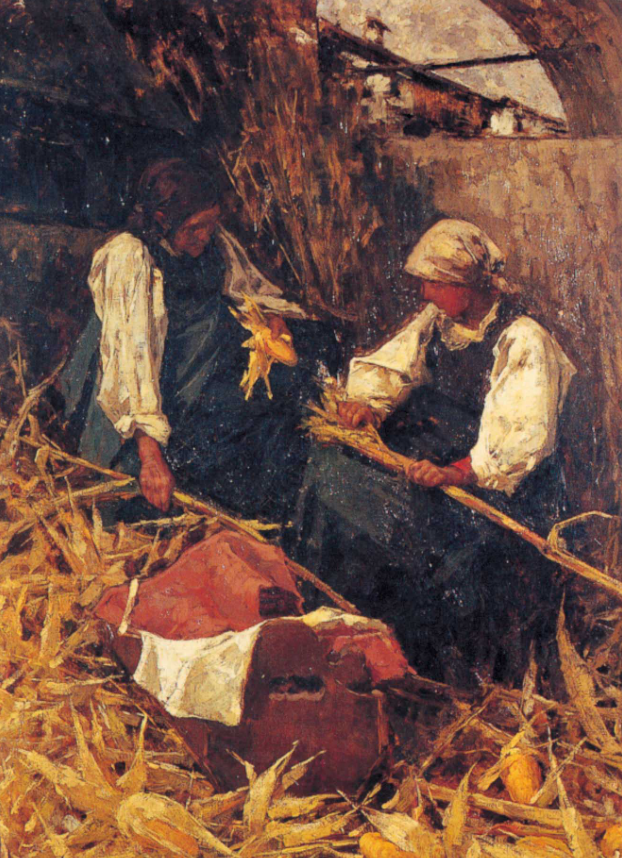
Francesco Filippini: Les moissonneurs de maïs, 1887
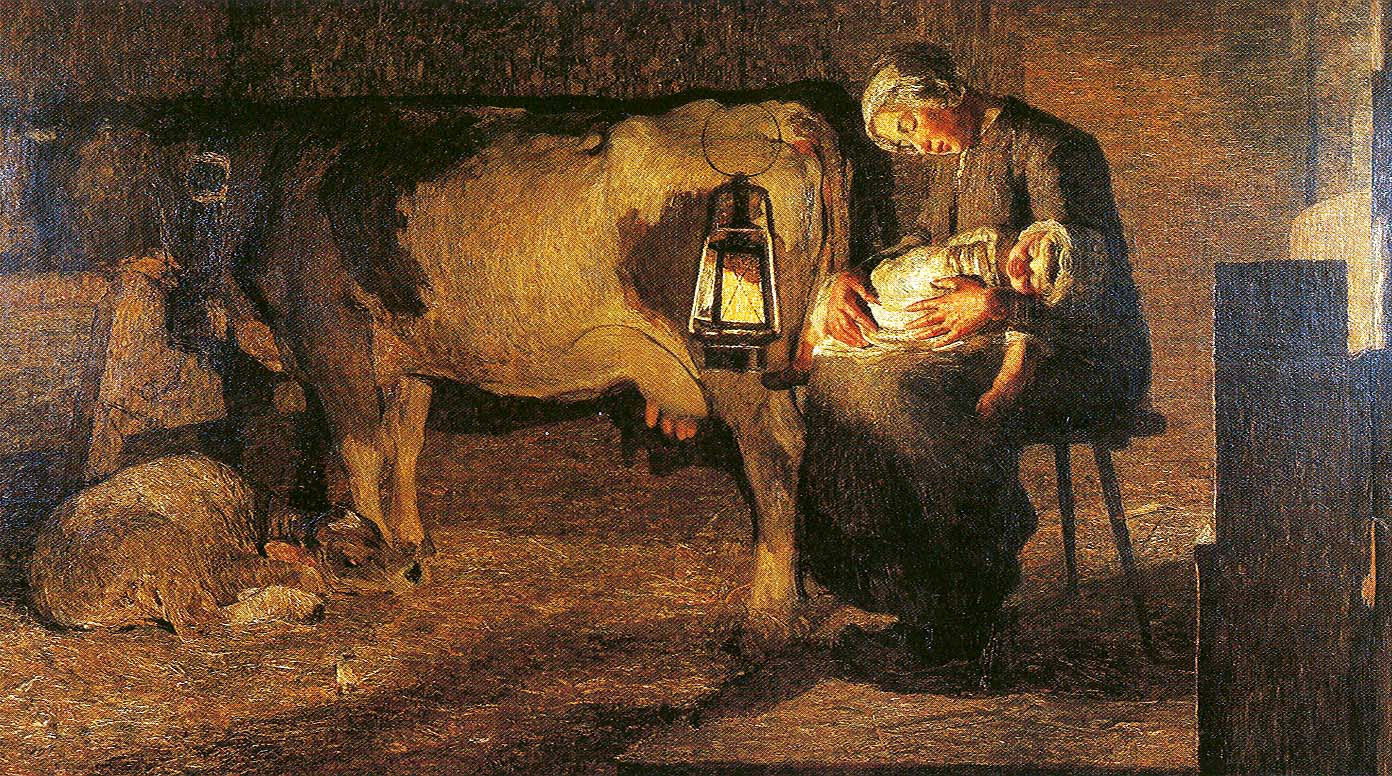
Deux mères, Giovanni Segantini, 1889,
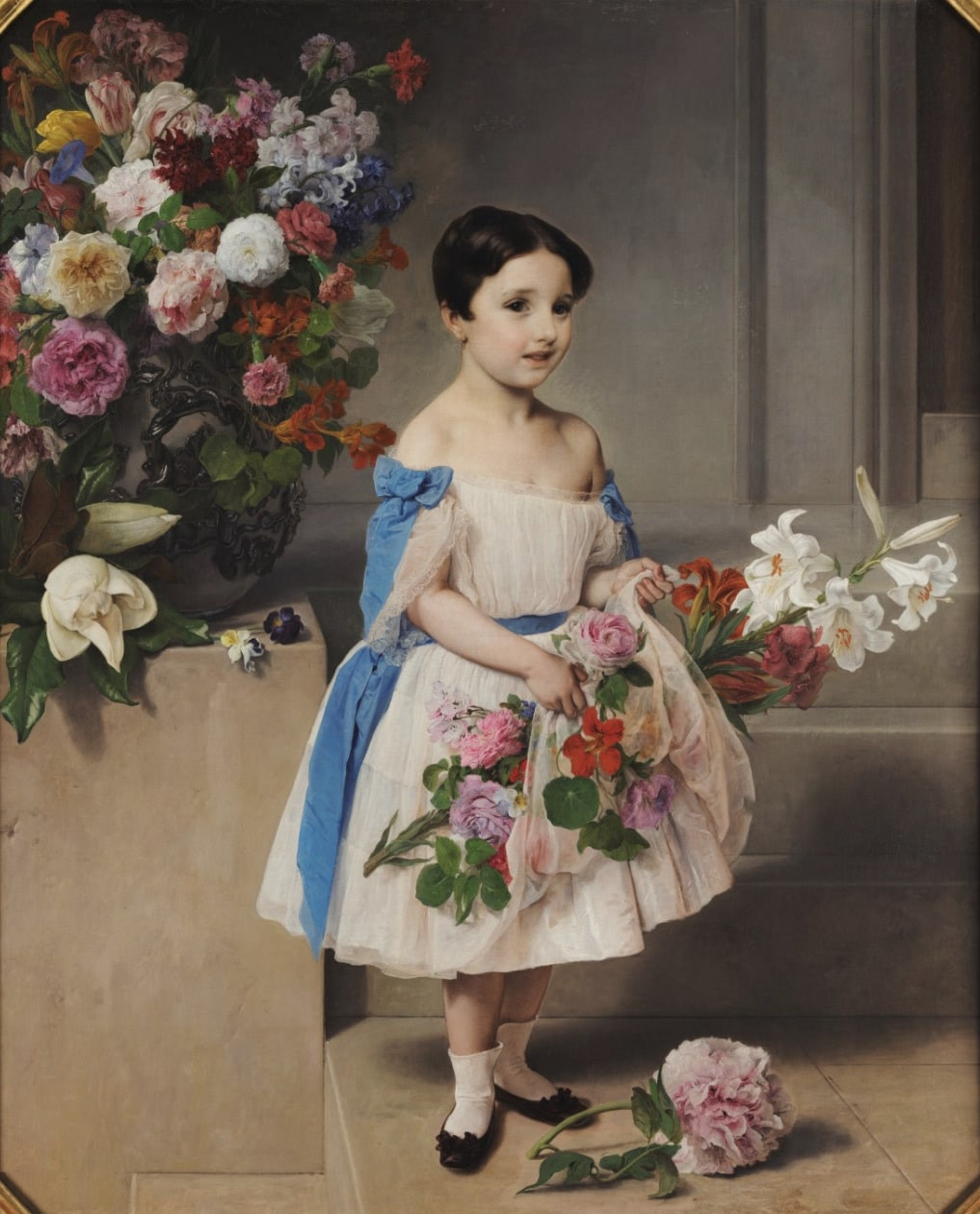
Portrait de la petite comtesse Antonietta Negroni Prati Morosini, Francesco Hayez, 1858,
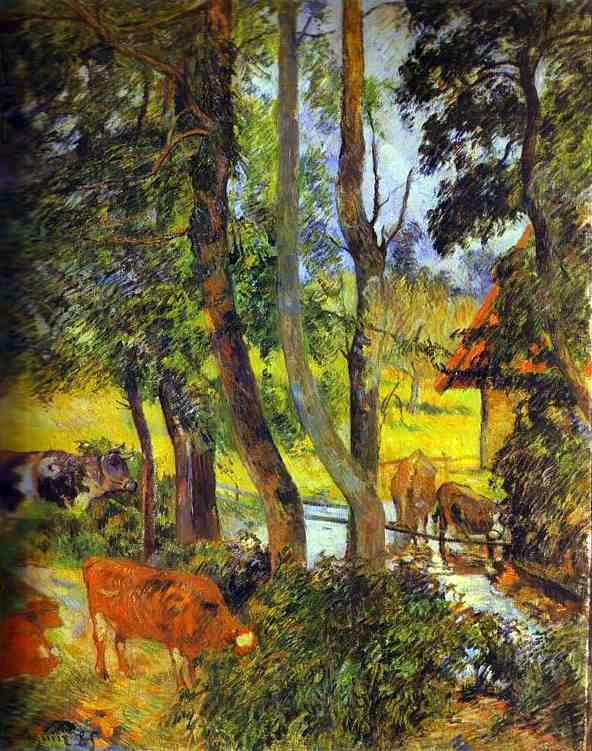
Bovins à l'abreuvoir, Paul Gauguin, 1885,
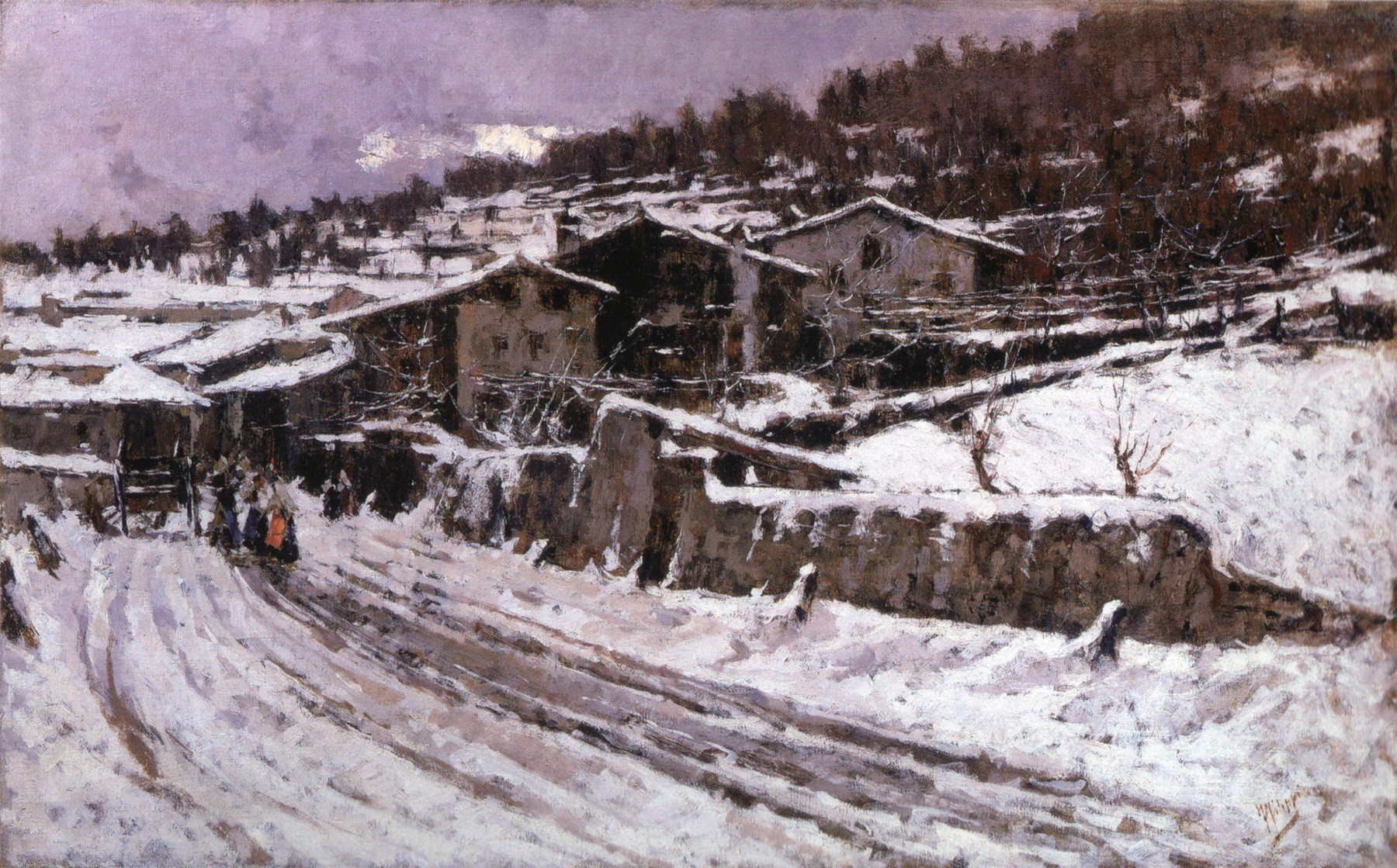
Nevicata, Francesco Filippini, 1890
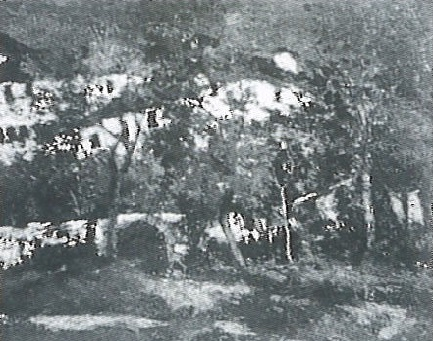
Bufera imminente, Francesco Filippini, 1890
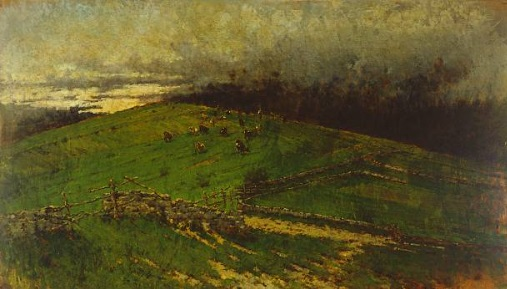
Temporale imminente, Francesco Filippini, 1890